# Квартет Альбана Берґа
Квартет Альбана Берґа (нім. Alban Berg Quartett) — струнний квартет названий ім'ям видатного композитора Альбана Берґа. Був одним із провідних квартетів світового рівня. Квартет був заснований у 1970 році чотирма молодими професорами Віденської музичної академії (тепер — університет). Дебютували восени 1971 року у Віденському концертгаусі (нім. Wiener Konzerthaus) після тривалого підготовчого періоду. Репертуар квартету охоплює головним чином твори віденської класики, квартетної літератури романтичного періоду, а також численні твори композиторів XX ст. поміж якими багато перших виконань. 
Квартет Альбана Берґа — володар близько 30 відзнак різних фірм звукозапису. Квартет припинив концертну діяльність у 2008 році.

## Склад
- 1-а скрипка — Ґюнтер Піхлер (нім. Günter Pichler)
- 2-а скрипка — у 1971–1977 Клаус Метцль (нім. Klaus Maetzl); Ґерхард Шульц (нім. Gerhard Schulz)
- Альт — у 1971–1981 — Хатто Беєрле (нім. Hatto Beyerle); 1981–2005 — Томас Какушка (нім. Thomas Kakuska); з 2005 року — Ізабель Карісіус (нім. Isabel Charisius)
- Віолончель — Валентін Ербен (нім. Valentin Erben)